# Jaguariúna
Jaguariúna est une municipalité de la Région métropolitaine de Campinas, dans l'État de São Paulo, au Brésil. Elle se situe à 22° 42′ 20″ de latitude sud et à 46° 59′ 09″ de longitude ouest, à une altitude de 584 mètres. Sa population, comme estimée en 2016 par l'Institut brésilien de géographie et de statistique, était de 53.069 habitants.

## Histoire
La première occupation de la région de Jaguariúna, comme tout le continent américain, fut de peuples amérindiens. À partir du XVIIe siècle, la région fut fréquentée par les bandeirantes en route vers Goiás et le Mato Grosso, venant de São Paulo. À la même époque, on commença à planter la canne-à sucre qui, au XIXe siècle céda la place au café. Le chemin de fer reliant Campinas à Jaguari, sur la marge du Rio Jaguari fut inauguré le 3 mai 1875 . Dans la région qui était alors appelée Jaguari, il y avait une fazenda de propriété du colonel Amâncio Bueno, appelée Fazenda Florianópolis. Durant la décennie de 1889, le colonel divisa la fazenda en lots et aida pour l'installer des immigrants portugais et italiens. Le 19 février 1892, on inaugura la paroisse de Santa Maria à Jaguari. La loi 433, du 5 août 1896, créa le district de paix de Jaguari dépendant de Mogi Mirim. Par le décret-loi 14344, du 30 novembre 1944, on ajouta, au nom du district, le suffixe d'origine tupi "una" qui signifie "noir". Le 30 décembre 1953, la loi 2456 sépara Jaguariúna de Moji Mirim créant une municipalité autonome.

## Toponymie
"Jaguariúna" est un vocable tupi qui signifie "rivière noire des onces, par la jonction des termes îagûara (once), y (eau, rivière) et un (noir)). Il faut signaler que le blason de la cité qui montre l'once noire à côté d'une rivière bleue est une erreur en rapport à l'étymologie tupi du nom de la cité: ce qui serait correct dans le blason est une once commune à côté d'une rivière noire.

## Géographie
La municipalité a une surface de 141,391 km2 ce qui donne une densité de population de 313,87 habitants par km2 selon les données de 2016.

## Démographie
- Données du recensement- 2010
- Population totale : 44.311 - estimée en 53.069
- Urbaine : 43.033
- Rurale : 1.277
- Hommes : 22.003
- Femmes : 22.307
- Densité démographique (hab./km²) : 207,84
- Mortalité infantile jusqu'à un an (pour 1000) : 9,05
- Espérance de vie (ans) : 75,36
- Taux de fécondité (enfants par femme) : 2,00
- Taux d'alphabétisation : 92,47%
- Indice de Développement Humain (IDH-M) : 0,829
  - IDH-M rente : 0,772
  - IDH-M Longévité : 0,839
  - IDH-M Éducation : 0,877

(Source: IPEADATA)

## Hydrographie
- Rio Jaguari
- Rio Atibaia
- Rio Camanducaia

## Routes
- SP-95: reliant Jaguariúna à Bragança Paulista
- SP-340 reliant Campinas à Mococa.

## Chemin de fer

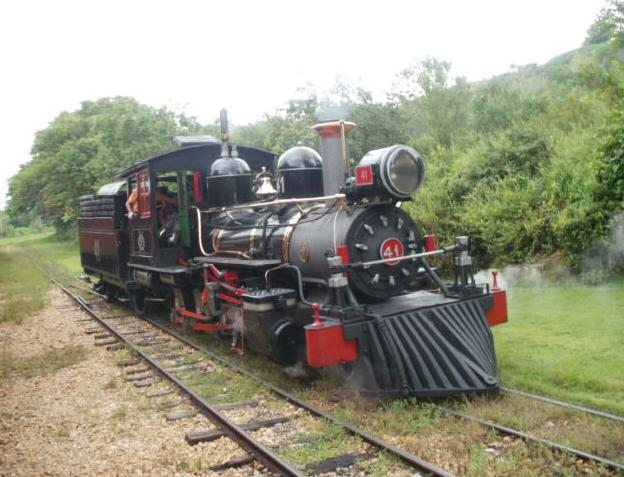
Vieille locomotive au Centre Culturel de Jaguariúna

Dans la municipalité de Jaguariúna, se trouve le terminus de la voie ferrée Campinas-Jaguariúna, une ligne touristique avec locomotives à vapeur("marias-fumaças").

## Tourisme
Une des plus traditionnelles attractions touristiques de Jaguariúna est la promenade en train à vapeur. Réalisée avec une locomotive légitime de la Compagnie mogiana, fabriquée en 1952, l'excursion parcourt les cités de Jaguariúna à Campinas, passant par les anciennes gares d'Anhumas, Pedro Américo, (gare ferroviaire sur la municipalité de Campinas inaugurée em 1922 et utilisée aujourd'hui comme habitation.) Tanquinho, Desembargador Furtado et Carlos Gomes(gare ferroviária sur le territoire de Campinas transformée en atelier de réparation de wagons . En plus de l'excursion, il est possible de voir, dans la gare de Jaguariúna, (connue comme l'"étoile de la Mogiana") le musée du chemin de fer, avec des pièces et des photographies sur l'histoire et la tradition des locomotives de la région.

## Religion
Le christianisme est présent dans la ville comme suit:

### Église Catholique
L'église catholique de la commune fait partie du Diocèse de Amparo.

### Église Protestante
Les croyances évangéliques les plus diverses sont présentes dans la ville, principalement pentecôtistes, notamment les Assemblées de Dieu brésiliennes (la plus grande église évangélique du pays),, Congrégation Chrétienne au Brésil, entre autres. Ces dénominations se développent de plus en plus dans tout le Brésil.